# Eid (Noruega)
Eid és un antic municipi situat al comtat de Sogn og Fjordane, Noruega. Té 6.015 habitants (2016) i la seva superfície és de 469,22 km². El centre administratiu del municipi és la població de Nordfjordeid.